# VfB Speldorf
VfB Speldorf é uma agremiação esportiva alemã, fundada a 19 de janeiro de 1919, e sediada em Mülheim, na Renânia do Norte-Vestfália.

## História
O clube foi constituído como herdeiro do Sport-Club Prueßen Speldorf, equipe que, por sua vez, derivava do Ballverein Rheinland Speldorf. No mesmo ano se fundiu com o Fußball Club Rheinland Speldorf para formar o Verein für Bewegungsspiele Speldorf.
A equipe frequentemente atuou em campeonato locais e, em 1933, adotou o nome de Mülheim-VfB Speldorf. Em 1935 e 1936 o Speldorf venceu dois títulos da Niederrhein Berzikklasse (II), participando sem sucesso dos play-offs para a promoção à Niederrhein Gauliga. Durante a Segunda Guerra Mundial se fundiu com o Turn-und Spielverein Broich 1885 formando o Kriegspielgemeinschaft Mülheim/Broich. Ao término do conflito as duas agremiações se separaram e continuaram suas atividades regularmente.
Dos anos 1940 até a metade dos anos 1950, o clube participou da Landesliga Niederrhein. Em 1956, ganhou o título da divisão, perdendo a final nacional de diletantes por 3 a 2 para o SpVgg Neu-Isenburg. Na temporada sucessiva na 2. Liga West (II) o time fez campanha decepcionante e foi rebaixado para a Landesliga, na qual permaneceu por quatro temporadas, antes de sofrer novo descenso e disputar apenas competições locais. Em 1969, fez seu retorno ao futebol nacional ao participar da Niederrhein Amateurliga (III). Porém, após três temporadas, o time foi rebaixado. Daquele momento até 2005, o time conseguiu retornar apenas em uma temporada à Nordrhein Amateuroberliga (III) em 1983-84. Em 2005, conquistou a promoção para a Nordrhein Oberliga (IV).

## Títulos
- Berzikklasse Niederrhein (II) campeão: 1934, 1935;
- Landesliga Neiderrhein (III) campeão: 1956, 1969;
- Verbandsliga Niederrhein (VI) campeão: 2009;
- Vice-campeão alemão de diletantes: 1956;

## Cronologia
| Temporada | Liga                            | lugar |
| --------- | ------------------------------- | ----- |
| 1980/81   | Verbandsliga Niederrhein        | 10°   |
| 1981/82   | Verbandsliga Niederrhein        | 11°   |
| 1982/83   | Verbandsliga Niederrhein        | 2°    |
| 1983/84   | Oberliga Nordrhein              | 17° ↓ |
| 1984/85   | Verbandsliga Niederrhein        | 7°    |
| 1985/86   | Verbandsliga Niederrhein        | 3°    |
| 1986/87   | Verbandsliga Niederrhein        | 6°    |
| 1987/88   | Verbandsliga Niederrhein        | 10°   |
| 1988/89   | Verbandsliga Niederrhein        | 14° ↓ |
| 1989/90   | Landesliga Niederrhein Gruppe 1 | 3°    |
| 1990/91   | Landesliga Niederrhein Gruppe 3 | 6°    |
| 1991/92   | Landesliga Niederrhein Gruppe 3 | 2°    |
| 1992/93   | Landesliga Niederrhein Gruppe 3 | 5°    |
| 1993/94   | Landesliga Niederrhein Gruppe 3 | 7°    |
| 1994/95   | Landesliga Niederrhein Gruppe 3 | 2°    |
| 1995/96   | Landesliga Niederrhein Gruppe 3 | 1° ↑  |
| 1996/97   | Verbandsliga Niederrhein        | 9°    |
| 1997/98   | Verbandsliga Niederrhein        | 14°   |
| 1998/99   | Verbandsliga Niederrhein        | 10°   |
| 1999/00   | Verbandsliga Niederrhein        | 5°    |
| 2000/01   | Verbandsliga Niederrhein        | 3°    |
| 2001/02   | Verbandsliga Niederrhein        | 4°    |
| 2002/03   | Verbandsliga Niederrhein        | 4°    |
| 2003/04   | Verbandsliga Niederrhein        | 8°    |
| 2004/05   | Verbandsliga Niederrhein        | 1° ↑  |
| 2005/06   | Oberliga Nordrhein              | 12°   |
| 2006/07   | Oberliga Nordrhein              | 14°   |
| 2007/08   | Oberliga Nordrhein              | 16° ↓ |
| 2008/09   | Niederrheinliga                 | 1°    |
| 2009/10   | NRW-Liga                        | 8°    |
| 2010/11   | NRW-Liga                        | 9°    |
| 2011/12   | NRW-Liga                        | 14°   |

## Estádio
Até a temporada 2008-09, o Speldorf disputava as suas partidas no Stadion am Weg, o qual tem capacidade para 1.000 pessoas.
A partir da temporada 2008-09 a cidade de Muelheim e o VfB Speldorf passaram a utilizar o Ruhr Stadion. Esse tem capacidade para 6000 pessoas e nos anos 1970 era utilizado pelo 1. FC Mülheim na Zweite Bundesliga, enquanto mais recentemente era utilizado somente pelo Galatasaray Mülheim, que milita na Landesliga.
O número médio de espectadores do Speldorf na Oberliga é em torno de mil.